# Nowostawci (obwód chmielnicki)
Nowostawci (ukr. Новоставці) – wieś na Ukrainie, w obwodzie chmielnickim, w rejonie chmielnickim, w hromadzie Teofipol. W 2001 liczyła 1012 mieszkańców, wśród których 995 wskazało jako ojczysty język ukraiński, 15 rosyjski, 1 białoruski, a 2 inny.